# Musée d'histoire naturelle (Oulan-Bator)
Le Musée d'histoire naturelle de Mongolie (mongol : Байгалийн түүхийн музей) est situé sur la rue L. Laagan, dans Oulan-Bator, capitale de la Mongolie. Il offre une importante exposition relative aux sciences de la Terre, regroupant les sciences dont l'objet principal est l'étude de la Terre (lithosphère avec la géomorphologie, la géologie et la paléontologie), de l'hydrosphère et de l'atmosphère (avec la climatologie) et de son environnement spatial (avec entre autres l'astronautique). La planète Terre sert de référence dans l'étude des autres planètes dites telluriques.

## Historique

### Les missions
L'étude des sciences de la Terre et de la Vie implique la connaissance du processus préhistorique et historique, qui depuis 4,7 milliards d'années est à l'origine de notre planète et de tout ce qui y vit, y compris l'être humain.

### La fondation du Musée central national
Le premier « Musée central national » a été créé en 1924, sur la base des plus belles pièces de collection trouvées en Mongolie. Le musée a enrichi ses collections en 1956 en développant un grand département naturel, qui rassembla les vitrines qui détaillent la géographie, la flore, la faune et la paléontologie.

### Réforme de 1991

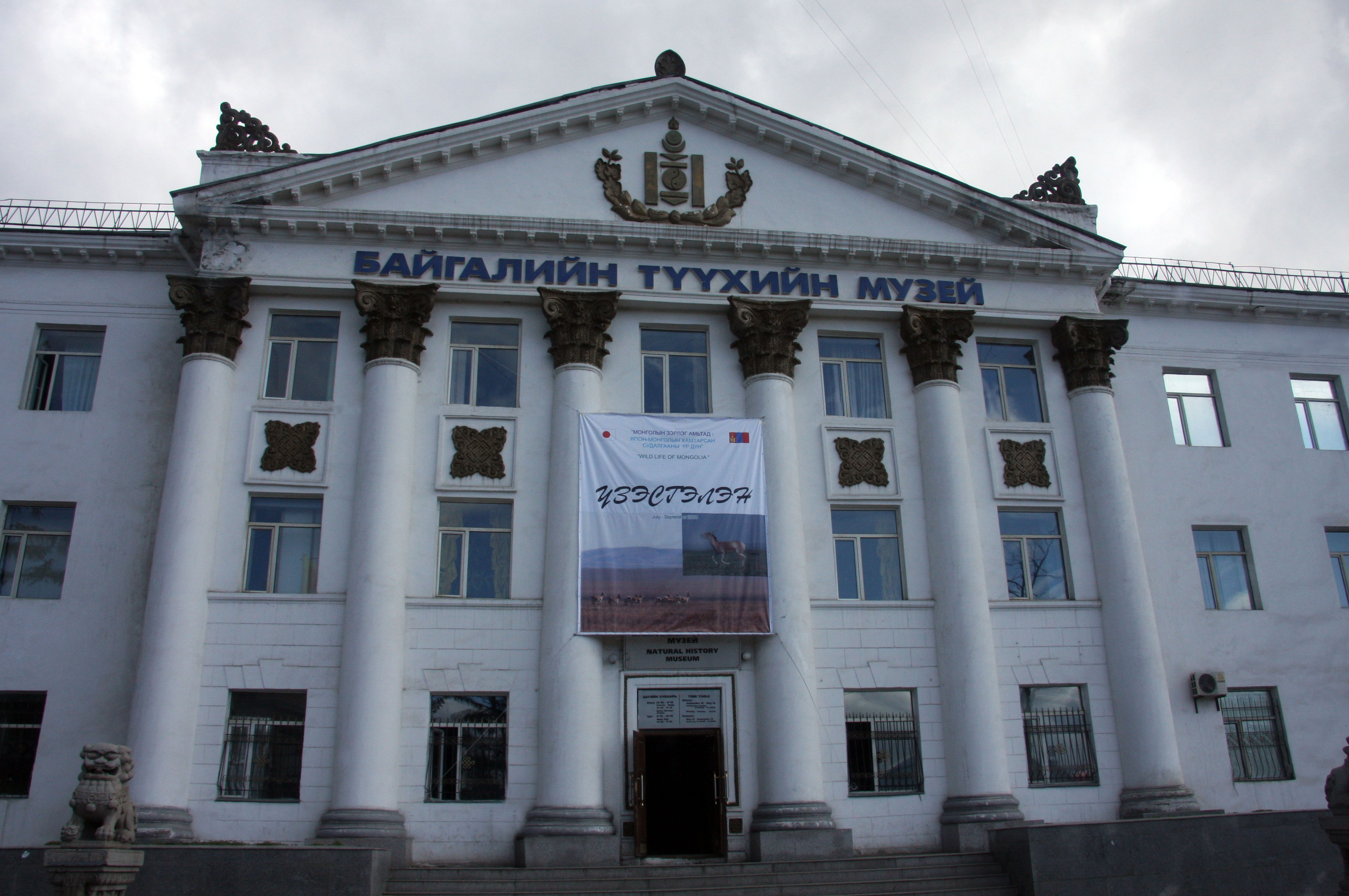
Ancien bâtiment du « Musée central national », démoli en 2023 pour laisser place au nouveau.

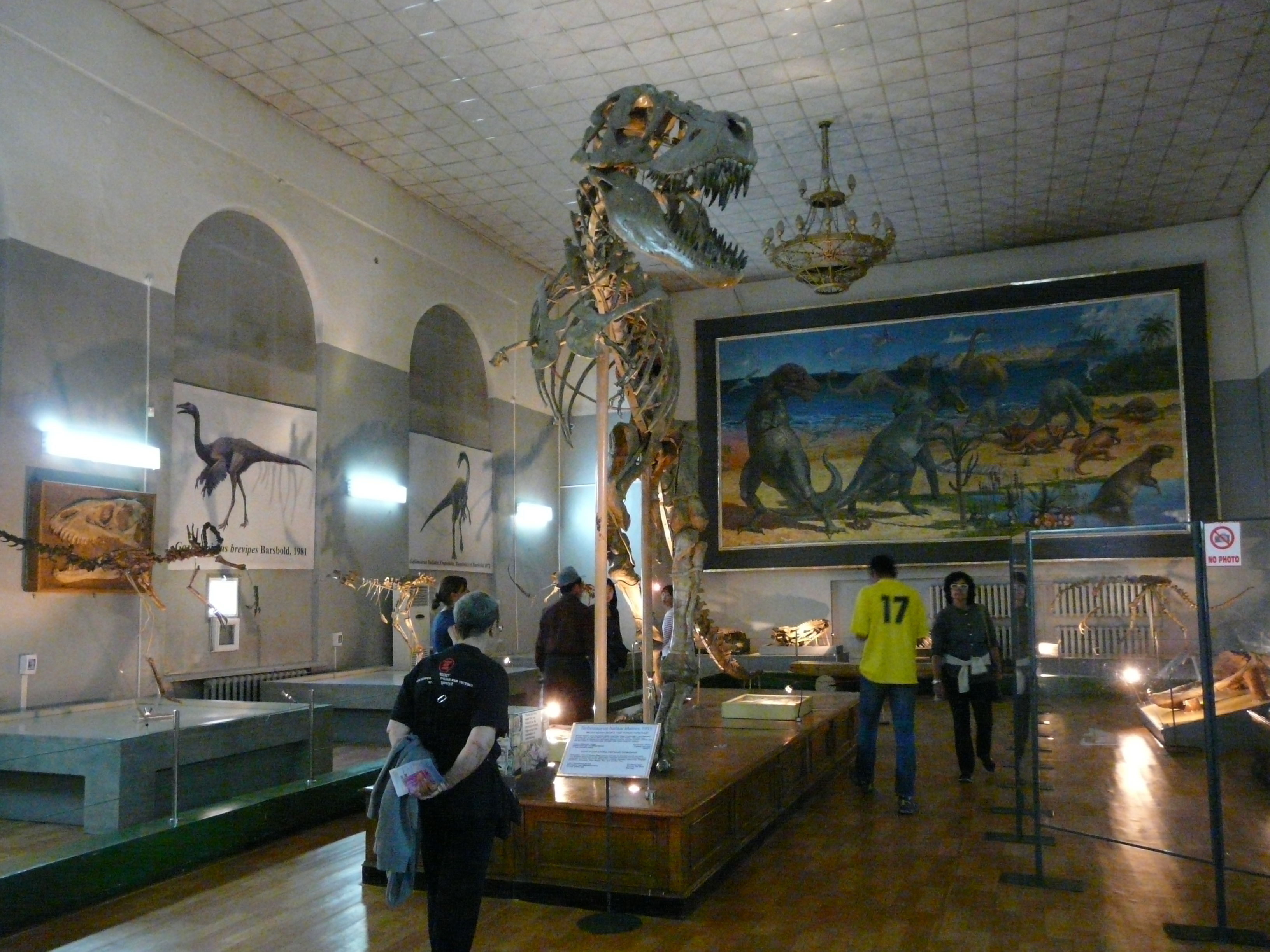
Intérieur du Musée avec le squelette du Tarbosaurus bataar.

Par un décret du gouvernement promulgué en 1991, le « Musée central national » a été scindé en deux musées distincts, l'un consacré à l'éthologie, l'archéologie, l'histoire de la Mongolie mais aussi à l'astronomie et à la planétologie, et appelé « Musée national », l'autre consacré à la flore, la faune, la géologie et l'histoire naturelle du pays, et appelé « Musée d'histoire naturelle ». Ce dernier comprend les départements de géologie, de géographie, de flore, de faune, de paléontologie et d'anthropologie préhistorique englobant ainsi l'histoire naturelle de la Mongolie. Ses collections comprennent plus de 6 000 spécimens spécimens. Le musée est particulièrement connu pour ses dinosaures et autres animaux préhistoriques, parmi lesquels figure le squelette pratiquement complet d'un tyrannosaurien du Crétacé final, et des nids d'œufs de Protoceratops des plus remarquables.

### Déménagement de 2023
L'ancien bâtiment du « Musée d'histoire naturelle » étant devenu vétuste, a été démoli pour laisser place au Musée Gengis-Khan (en), au coin nord-ouest de la place Damdin Sükhbaatar ; le « Musée d'histoire naturelle » a alors été relogé rue L. Laagan, environ un kilomètre plus loin.